# 1896 в авіації

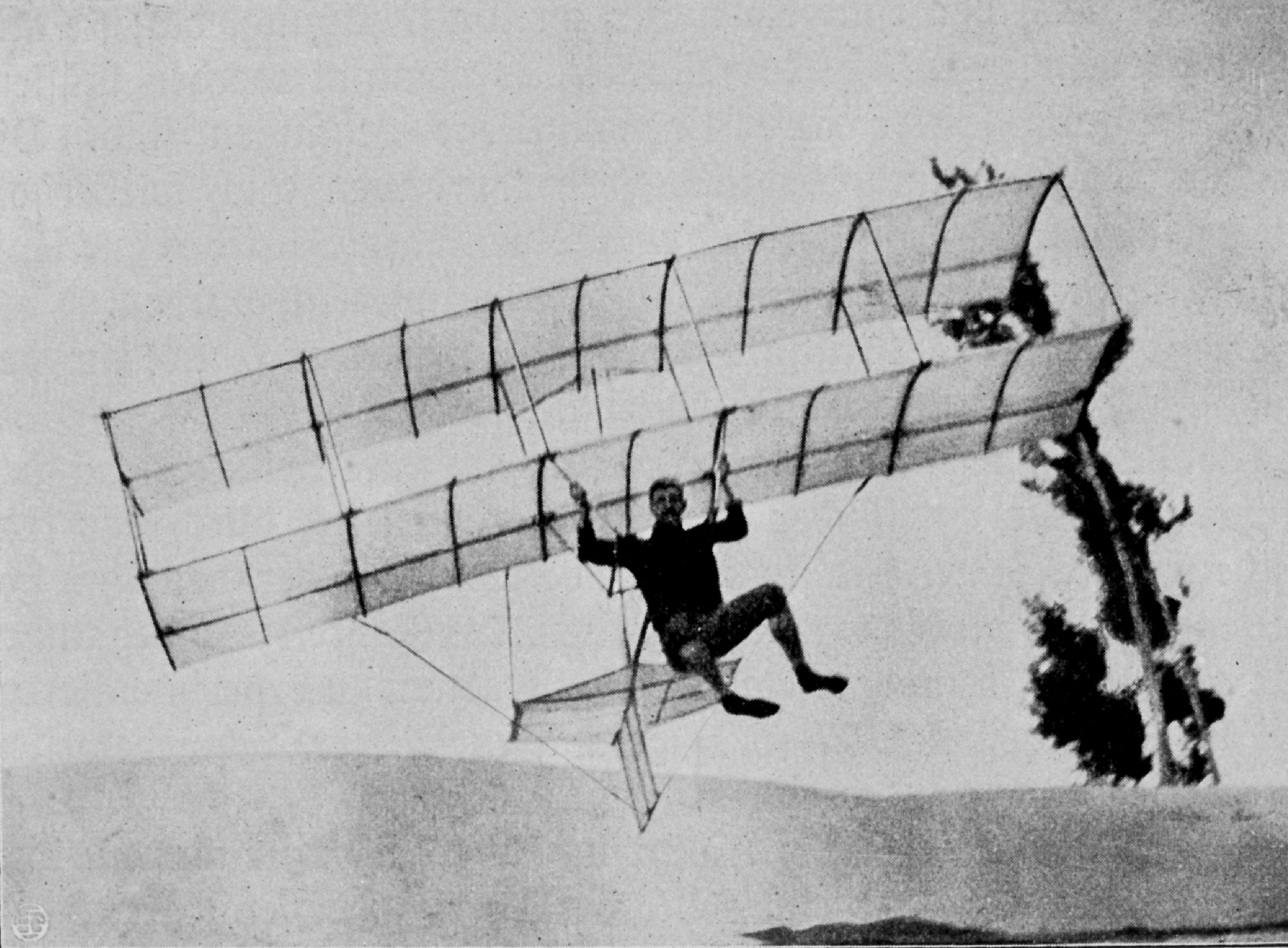
1896 рік, випробування моделі ручного біплана Октава Шанюта, згодом була запозичена братами Райт

Основна стаття: Авіація.
1896 рік у авіації.

## Події
- 6 травня — безпілотна «Модель № 5» Семюела Пірпонта Ленглі, пролетіла майже кілометр після катапультування з човна на річці Потомак.
- червень — Октав Шанют, Огастус Херрінг і Вільям Аверан, на озері Мічиган випробували ручний планер, зібраний за проектом Отто Лілієнталя.
- жовтень — у Берліні відбулося наземне випробування повністю алюмінієвого дирижабля, розроблений австро-угорським інженером Девідом Шварцем і побудуваним Карлом Бергом. Шварц помре від серцевого нападу перш, ніж побачить його політ.
- листопад — безпілотна «Модель № 6», Семюела Пірпонта Ленглі пролетіла відстань 1300 м.

## Персоналії

### Народилися
- 10 січня — Вальтер Блюме (нім. Walter Blume; † 27 травня 1964), німецький ас Першої світової війни, здобув 28 перемог, пізніше інженер-конструктор фірми «Arado Flugzeugwerke».
- 26 січня — Йожеф Кіс (угор. Kiss József „Josl“, † 1918), угорський льотчик-ас Першої світової війни, здобув 19 повітряних перемог в лавах ВПС Австро-Угорщини.
- 27 січня — Федір Васильович Алєлюхін († 9 вересня 1937), український військовий льотчик у званні сотника, повний кавалер Георгіївського хреста.
- 25 лютого — Генріх Гонтерманн (нім. Heinrich Gontermann, † 1917), німецький льотчик-ас Першої світової війни, здобув 39 повітряних перемог.
- 15 квітня — Герхард Фізелер (нім. Gerhard Fieseler, † 1987), німецький льотчик-ас Першої світової війни, інженер, авіаційний конструктор та підприємець, власник авіабудівної компанії Fieseler, один з засновників вищого пілотажу.
- 26 квітня — Ернст Удет (нім. Ernst Udet, † 1941), німецький воєначальник часів Третього Рейху, генерал-полковник Люфтваффе (1944), другий найрезультативніший німецький ас Першої світової війни з 62 перемогами, після свого командира Манфреда фон Ріхтгофена.
- 3 травня — Карл Алльменрьодер (нім. Karl Allmenröder, † 1917), німецький льотчик-ас Першої світової війни, здобув 30 повітряних перемог.
- 11 травня — Пауль Вільгельм Боймер (нім. Paul Wilhelm Bäumer, † 1927), німецький льотчик-ас Першої світової війни, здобув 43 повітряних перемог (9-е місце серед німецьких асів).
- 25 травня — шотландець Вільям Кеннеді-Кокран-Патрик (англ. William Kennedy-Cochran-Patrick; † 26 вересня 1933) британський льотчик-ас Першої світової війни, здобув 21 повітряну перемогу.
- 17 червня — Седрік Ернест Хауелл (англ. Cedric Ernest „Spike“ Howell), австралійський льотчик-ас Першої світової війни, здобув 19 повітряних перемог.
- 13 липня — Борис Іванович Черановський († 1960), художник і скульптор, український і радянський авіаконструктор.
- 25 липня — Артур Брадфілд Файрклоугх (англ. Arthur Bradfield Fairclough, † 1968), канадський льотчик-ас Першої світової війни, здобув 19 повітряних перемог.
- 14 серпня — Альберт Болл (англ. Albert Ball, † 1917), британський льотчик-ас, один з найуспішніших британських льотчиків-винищувачів Першої світової війні, здобув 44 підтверджені перемоги в повітряних боях. Посів четверте місце після Едварда Меннока (англ. Edward Mannock, 61 перемога, † 1918), Джеймса МакКаддена (англ. James McCudden, 57 перемог, † 1918) та Джорджа Макілроя (англ. George McElroy, 47 перемог, † 1918) у загальному заліку[1].
- 19 серпня — Йозеф Каммгубер (нім. Josef Kammhuber; † 25 січня 1986, Мюнхен), німецький генерал авіації, організатор системи протиповітряної оборони Третього Рейху — «Лінії Каммгубера».
- 27 серпня — Карл Плаут (нім. Karl Plauth, † 1927), німецький льотчик-ас Першої світової війни, здобув 17 повітряних перемог[2].
- 10 вересня — Гарольд Альберт Кульберг (англ. Harold Albert Kullberg, † 1924), американський льотчик-ас Першої світової війни, здобув 19 повітряних перемог.
- 3 грудня — Вільям Ланселот Джордан (англ. William Lancelot Jordan, † 1925), південноафриканський  льотчик-ас Першої світової війни, здобув 39 повітряних перемог.

#### Без точної дати
- Лев Шевченко, бойовий пілот російської армії, згодом сотник Армії УНР.
- Юрій Гнатович Арватов († 10 грудня 1937), український та радянський військовий льотчик.

### Померли
- 10 серпня — Отто Лілієнталь (нім. Karl Wilhelm Otto Lilienthal, * 23 травня 1848), німецький інженер, один з піонерів авіації, також відомий описом і поясненням ширяння птахів, що значно сприяло розвитку авіації.

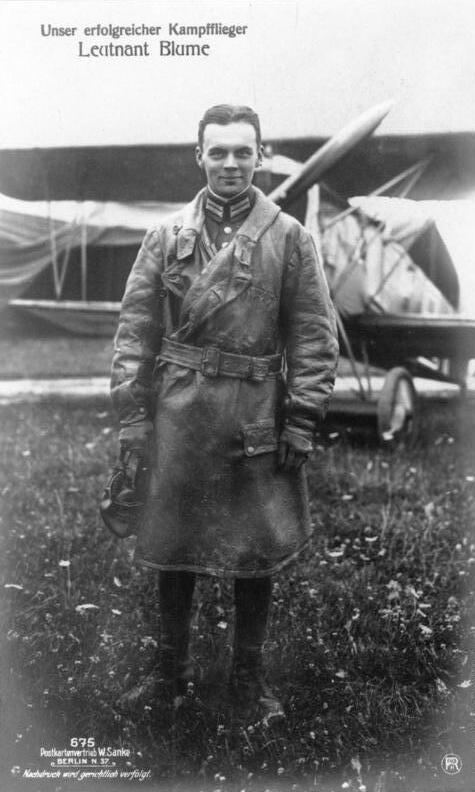
Вальтер Блюме
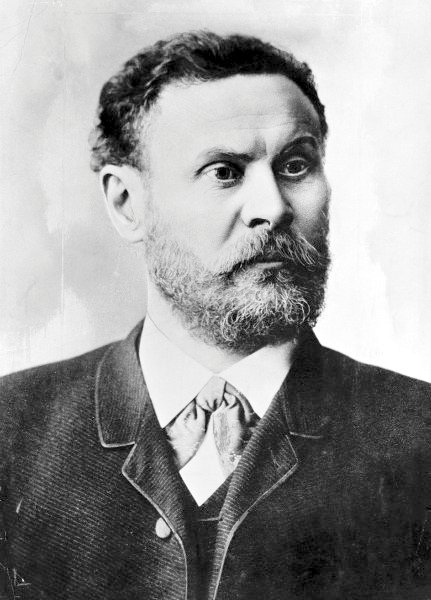
Карл-Вільгельм Отто Лілієнталь
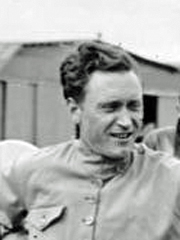
Герхард Фізелер
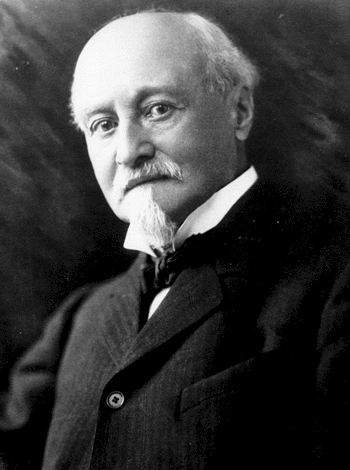
Октав Шанют
Черановський Б.І.
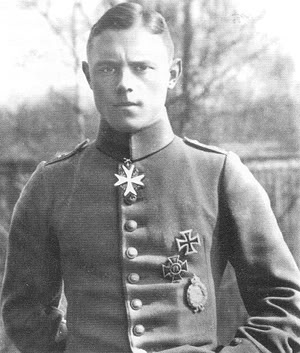
Карл Алльменрьодер
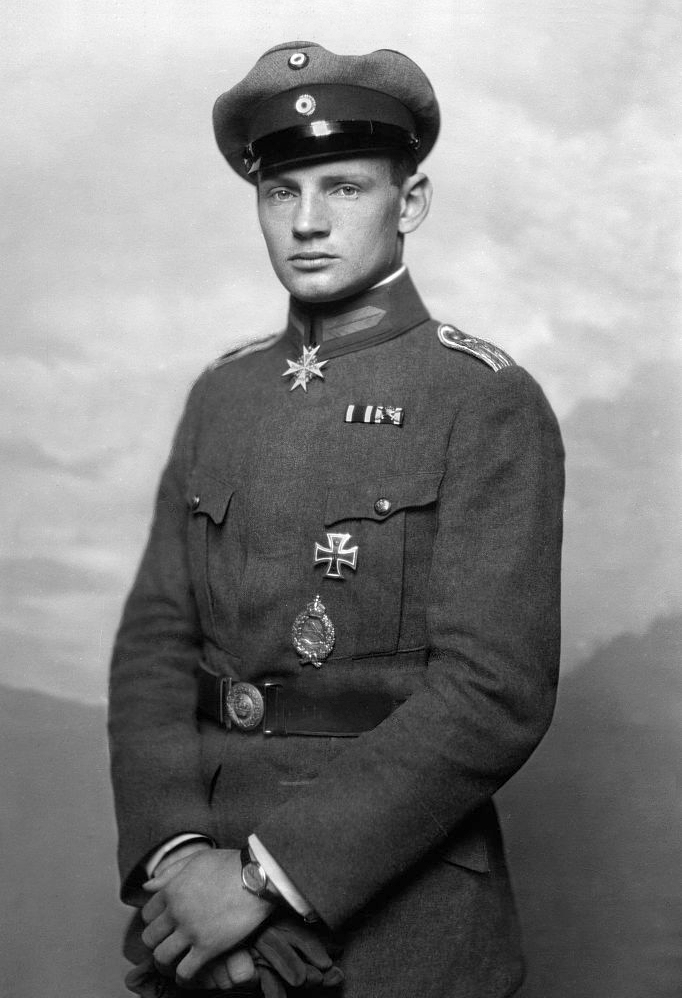
Генріх Гонтерманн
Альберт Болл
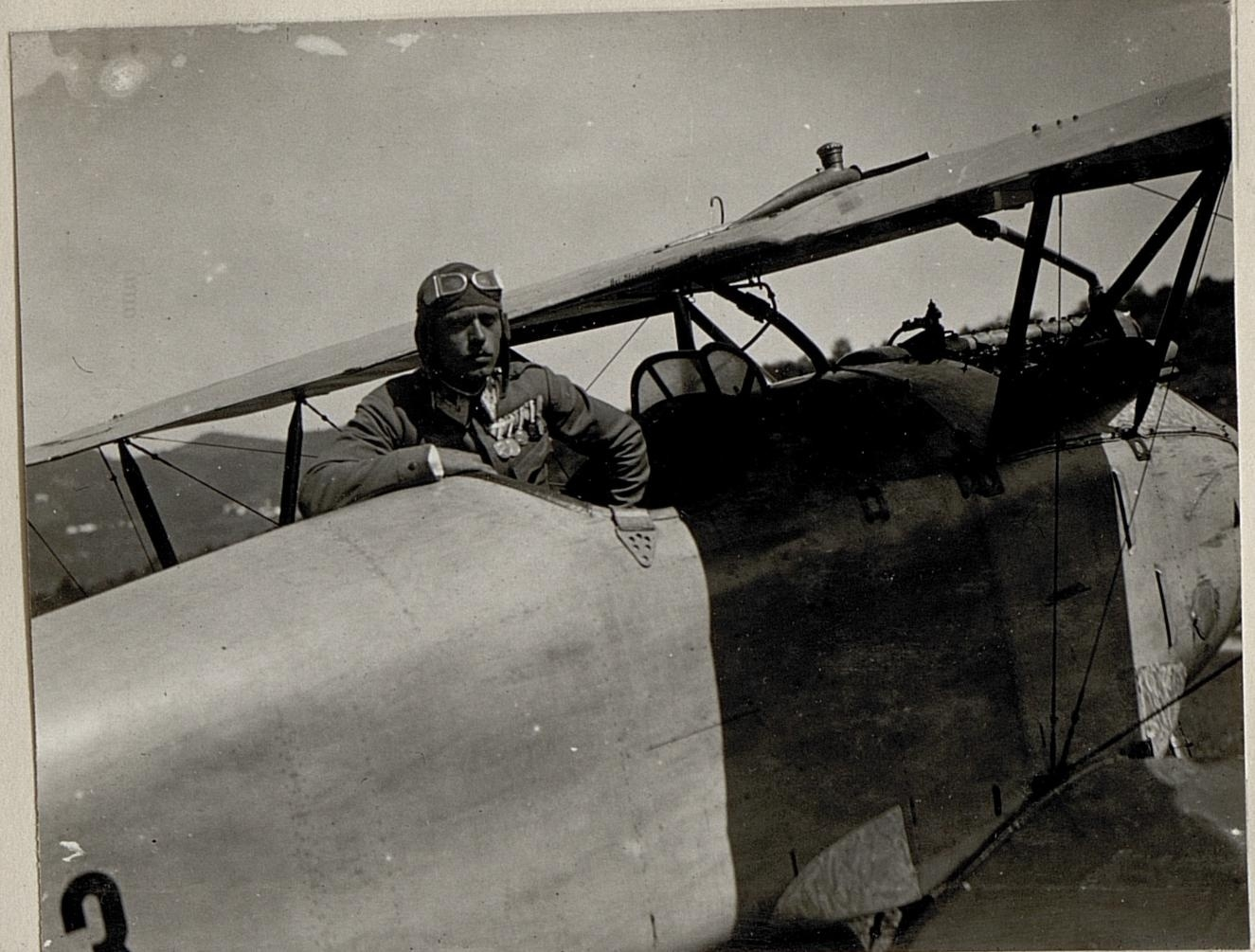
Йожеф Кіс
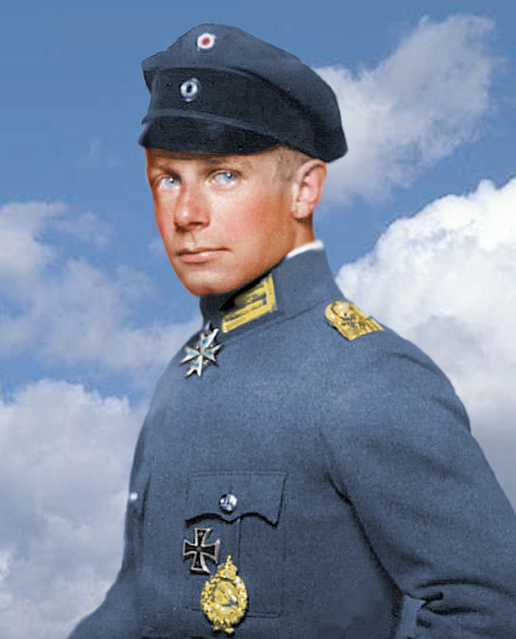
Ернст Удет
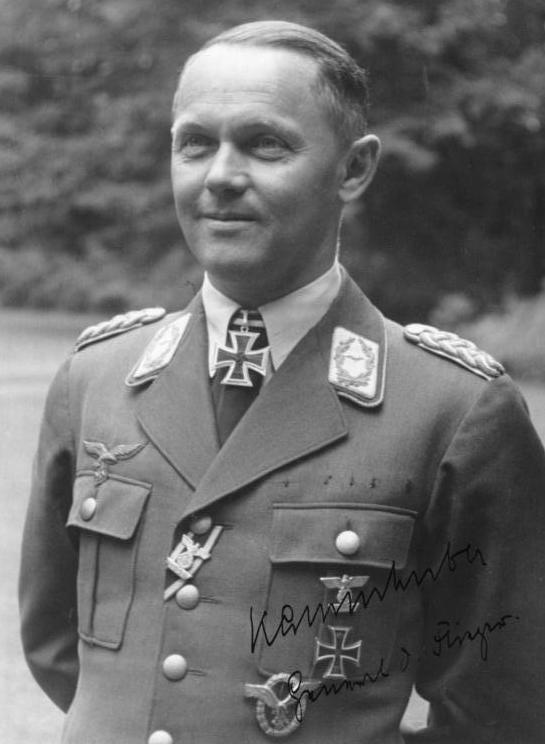
Йозеф Каммхубер
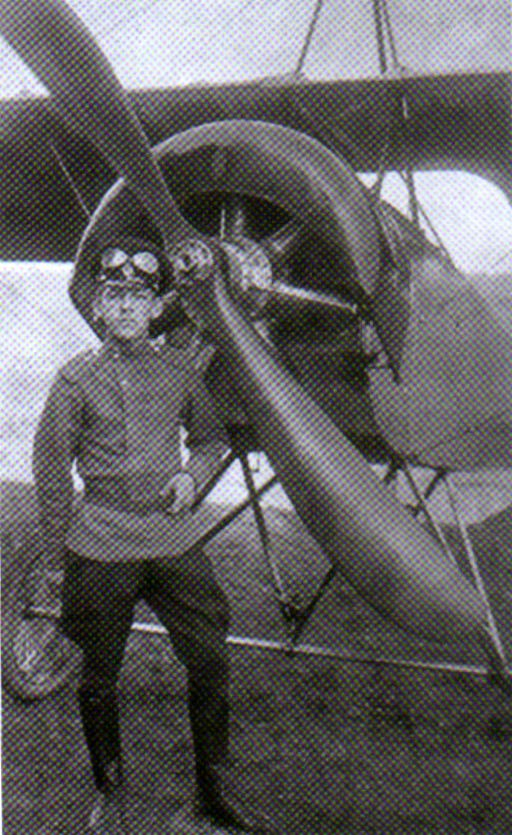
Федір Алєлюхін
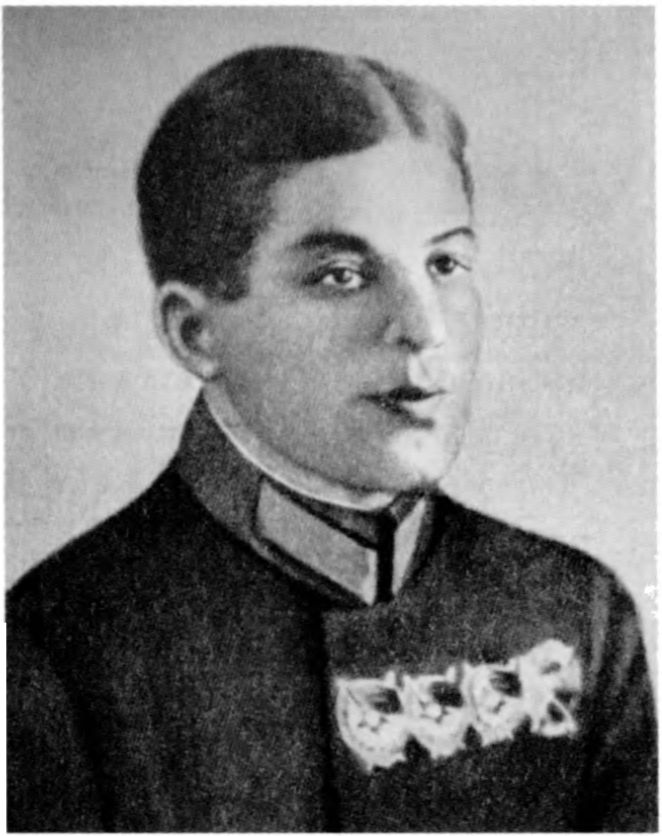
Юрій Арватов